# Ałła Zahajkewycz
Ałła Zahajkewycz, ukr. Алла Загайкевич (ur. 17 grudnia 1966) – ukraińska kompozytorka.
W latach 1985–1990 uczęszczała do Konserwatorium Kijowskiego, studiując kompozycję u Jerzego Iśćenki, w latach 1991—1994 uczęszczała do aspirantury, studiując teorię muzyki. W latach 1995–1996 szkoliła się w instytucie IRCAM. W 1988 - wykładowca w Narodowej Akademii Muzycznej Ukrainy.
Ałła Zahajkewycz jest członkiem kompozytorów Ukrainy, laureat premii im. Rewuckiego (2001), laureat premii im. Dowżenka (2004). Jest autorem muzyki kameralnej oraz elektronicznej która brzmiała na festiwalach muzyki współczesnej na Ukrainie i w innych krajach Europy, m.in. na Festiwalu Tradycji i Awangardy Muzycznej w Lublinie.